# Assiuta camena
Assiuta camena är en insektsart som beskrevs av Rauno E. Linnavuori 1969. Assiuta camena ingår i släktet Assiuta och familjen dvärgstritar. Inga underarter finns listade i Catalogue of Life.